# Hypselodoris purpureomaculosa
Hypselodoris purpureomaculosa is een zeenaaktslak die behoort tot de familie van de Chromodorididae. Deze slak leeft in het westen van de Grote Oceaan, voornamelijk in de buurt van de Filipijnen, Japan en Indonesië.
De slak is roze en wit gekleurd, met een gekartelde rode rand. De kieuwen en de rinoforen zijn opvallende rood en geel. Ze wordt, als ze volwassen is, zo'n 5 cm lang.